# Makoto Yukimura
Makoto Yukimura (幸村 誠 Yukimura Makoto?), född 8 maj 1976 i Yokohama, är en japansk serieskapare. Han gjorde debut 2000 med den hyllade mangan Planetes och har därefter arbetat med Vinland Saga. Den första är en dramaserie kretsande kring en grupp insamlare av rymdskrot, den andra en historisk krönika om danska legosoldater i 1000-talets England. Båda serierna har publicerats i förlaget Kōdanshas tidningar, och Planetes bearbetades 2003–2004 till en uppmärksammad animeserie. Yukimura har också arbetat som illustratör. Han producerade bland annat illustrationerna till 2003 års originalutgåva av science fiction-författaren Issui Ogawas Dairoku tairiku ("Den sjätte kontinenten").

## Biografi
Makoto Yukimura studerade vid Tama konsthögskola i Tokyo men avslutade inte utbildningen. Istället började han arbeta som assistent för den etablerade serieskaparen Shin Morimura.
Efter assistenttiden hos Morimura kom han år 2000 med sin science fiction-serie Planetes. Den publicerades som följetong i förlaget Kōdanshas veckoutgivna seinentidning Shūkan Morning. Serien fortsatte i tidningen fram till 2004 och samlades successivt ihop till fyra tankōbon-volymer.
Åren 2003–2004, innan mangan var färdigtecknad, producerades och sändes en animeversion av Yukimuras manga, uppdelad på 26 TV-serieavsnitt och animerad på studion Sunrise. Både mangan och animen har blivit uppmärksammade och prisbelönta (bland annat erhöll de Seiunpriset) för sin noggranna beskrivning av livet i rymden i en nära framtid, och den japanska rymdstyrelsen JAXA var inblandad som konsult på produktionen.
Efter Planetes påbörjade Yukimura en längre serie, Vinland Saga, med motiv hämtade från vikingatiden. Mangan började publiceras i veckoutgivna Shūkan Shōnen Magazine men flyttade senare på grund av publiceringstakten till den månatliga Gekkan Afternoon. Vinland Saga berättar historien om danska legosoldater och nybyggare i 1000-talets England. För serien fick han 2009 motta det stora priset vid Japan Media Arts Festival i kategorin manga.